# Aeropuerto de Caracas-Óscar Machado Zuloaga
Aeropuerto de Caracas "Óscar Machado Zuloaga" es un aeropuerto privado que está ubicado en la ciudad de  Charallave, estado  Miranda en  Venezuela, sirviendo principalmente al área metropolitana de Caracas. Posee una pista de 2 km de largo, además también cuenta con numerosas OMA's y empresas que laboran en el mundo aeronáutico como Aviaservice, C.A, Tecniprop, C.A, Grupo Cimaut, C.A, Aerocentro de Servicios, C.A, Aerotecnica, S.A, Airtech, C.A, Glayam, C.A, C.A, Aerofaudi, C.A, Jetwill, C.A, Letservice, C.A, Comando de Mantenimiento del Ejército de Venezuela, Comando de Mantenimiento de la Armada de Venezuela

## Información General Aeropuerto
- Identificador: SVCS
- Coordenadas del sistema GPS: (WGS84): (TD-Rwy 10) N10° 17'12 / W66° 48'57
- Sistema de Coordenadas UTM: 1.137.922,148 N / 739.216,6847 E
- Localidad Geográfica: 20 millas al sudoeste de la ciudad de Caracas, Venezuela
- Carta de Navegación Seccional: Jeppesen-Latin America-LA (H/L) 8-SA (LO) 2 &3
- Aeronaves basadas en aeropuerto: 540

## Información de la Pista
- Rumbo: 10/28
- Altura: 2145 ft. (654 m)
- Dimensiones: 6.560 pies (2.000 m) × 104 pies (30 m)
- Superficie: asfalto
- Limitaciones de peso: MTW 62.000 libras. (28123 kg)

## Operaciones del Aeropuerto
Aeropuerto privado disponible para la Aviación General y Comercial; vuelos nacionales e internacionales.
- Horas de operación: Vuelos Nacionales: 6:00 a 22:00 hora local (10:00 to 2:00 UTC).
- Vuelos Internacionales: el horario regular de servicios de inmigración y aduana es de 7:00 a 16:00 (hora local); los servicios están disponibles, previa habilitación solicitada con anticipación, fuera del horario indicado y sujeto a las tarifas vigentes. El aeropuerto opera los 365 días del año.
- Servicios de Combustible: 6:30 a 20:30 hora local (Jet A-1 y AVGAS; en rampa de combustible o camiones cisterna). Pagos solo con tarjetas Visa, Master Card, Flight Card BP, efectivo, cheques de viajero. No son aceptados cheques de bancos extranjeros.
- Torre de Control: sí. Faro/Beacon; blanco-verde.
- Luces: pista iluminada desde sudsudoeste hasta las 2:00 UTC. El aeropuerto está disponible para uso fuera del horario establecido sujeto a las tarifas vigentes para la habilitación. Solicitar el servicio con anticipación. Todas las áreas de servicio del aeropuerto están iluminadas en horas nocturnas. Luces de pista (RL). Sistema omnidireccional de luces de aproximación (ODAL).
- Luces Identificadoras del final de pista (REIL).
- Indicador de Precisión de Senda de Planeo (PAPI) a la derecha de Rwy 10.
- Patrón de Tráfico: Rwy 10-Izquierdo; Rwy 28-Izquierdo. Para IMC Rwy 10-Derecho.
- Aproximación Instrumental: ILS/DME Cat. I.
- Altura del Punto de Toque (TD): Rwy 10: 2.145 pies; Rwy 28: 2.119 pies.
- Aproximación IFR: Rwy 10, patrón de tráfico derecho. Solo operaciones IFR desde SS-SR.
- Aproximación VFR: No hay operaciones VFR desde SS-SR.
- Manga indicadora de viento: iluminada en puntos de toque Rwy 10 y Rwy 28.

### Servicios de Tráfico Aéreo/Comunicaciones
- Torre: 118.0 MHz-Llamada: "Torre Caracas".
- Aproximación: 128,85 MHz-Llamada: "Aproximación Tuy".
- Superficie: 121.7 MHz-Llamada: "Superficie Caracas".
- Radio ayudas:
- VOR/DME: 115.2 MHz
- ILS CAT-1: 109.7 MHz

### Servicio de Meteorología
Se ofrece información sobre condiciones meteorológicas utilizando fotos de satélite (GOES 8) actualizadas cada hora, igualmente asistido a través de servicios de Internet. Otros reportes disponibles ofrecidos por Signet, Metar, Tafor, Rofor y Wintem. Llamar al [58] (414) 929-3770. 
Vea en tiempo real las weather WebCams.

### Información Adicional
Bomberos aeronáuticos y rescate disponibles las 24 horas del día, los 365 días del año. Estación ubicada en terminal internacional. 
Fuente eléctrica de emergencia disponible para los servicios principales del aeropuerto. 
Servicio de remolque y auxilio de batería disponible a través de empresas de servicios aeronáuticos. 
Estacionamiento/basamento de aeronaves a largo plazo sujeto a las tarifas vigentes. Es posible el alquiler de hangares dependiendo de la disponibilidad. 
Tarifas para basamento serán según el tipo de matrícula (nacionales o extranjeras). Llamar o enviar E-mail para obtener información actualizada. 
Treshelipuntos laterales al taxiway I (bajo autorización de Torre de Control).
Personal de seguridad disponible las 24 horas del día en todas las áreas del aeropuerto. 
Personal bilingüe (inglés/español) en servicios de tráfico aéreo.

### Servicios Aeronáuticos
Disponibilidad de talleres y servicios de venta y reparación para: fuselaje; motores; aviónica; oxígeno; tapicería y pintura.
- Otros servicios: aeroambulancia, vuelos Chárter, escuelas de aviación, alquiler y venta de aeronaves.

Todos los servicios aeronáuticos aprobados por la Dirección de Aeronáutica Civil del Ministerio de Infraestructura y/o la F.A.A.